# Plesiophrictus raja
Plesiophrictus raja är en spindelart som beskrevs av Gravely 1915. Plesiophrictus raja ingår i släktet Plesiophrictus och familjen fågelspindlar. Inga underarter finns listade i Catalogue of Life.